# Danh sách giải thưởng và đề cử của Twice
Twice là một nhóm nhạc nữ Hàn Quốc được thành lập vào năm 2015 bởi công ty chủ quản JYP Entertainment. Đây là danh sách các giải thưởng và đề cử mà nhóm đã nhận được. Twice có tổng cộng 75 giải thưởng trong số 184 đề cử.

## Hàn Quốc

### Asia Artist Awards
Asia Artist Awards, hay còn gọi là AAA, là một lễ trao giải được tổ chức bởi tờ báo kinh doanh "Money Today" và các thương hiệu truyền thông toàn cầu StarNews và MTN.
| Lần   | Năm  | Hạng mục                               | Đề cử cho | Kết quả   | Chú thích |
| ----- | ---- | -------------------------------------- | --------- | --------- | --------- |
| Thứ 1 | 2016 | Giải thưởng phổ biến – hạng mục ca sĩ  | Twice     | Đề cử     | [ 1 ]     |
| Thứ 1 | 2016 | Nghệ sĩ xuất sắc nhất – hạng mục ca sĩ | Twice     | Đoạt giải | [ 1 ]     |
| Thứ 2 | 2017 | Giải thưởng phổ biến – hạng mục ca sĩ  | Twice     | Đề cử     | [ b ]     |
| Thứ 3 | 2018 | Fabulous Award – hạng mục ca sĩ        | Twice     | Đoạt giải | [ 3 ]     |
| Thứ 3 | 2018 | Giải thưởng phổ biến – hạng mục ca sĩ  | Twice     | Đề cử     | [ 3 ]     |
| Thứ 3 | 2018 | Nghệ sĩ của năm – hạng mục âm nhạc     | Twice     | Đoạt giải | [ 3 ]     |
| Thứ 3 | 2018 | Nghệ sĩ xuất sắc nhất – hạng mục ca sĩ | Twice     | Đoạt giải | [ 3 ]     |

### Gaon Chart Music Awards
Gaon Chart Music Awards là giải thưởng âm nhạc lớn được tổ chức hằng năm tại Hàn Quốc bởi bảng xếp hạng âm nhạc quốc gia Gaon Chart.
| Lần   | Năm  | Hạng mục                   | Đề cử cho              | Kết quả   | Chú thích     |
| ----- | ---- | -------------------------- | ---------------------- | --------- | ------------- |
| Thứ 5 | 2016 | Nghệ sĩ mới của năm        | Twice                  | Đề cử     | [ 4 ]         |
| Thứ 6 | 2017 | Album của năm – Quý 2      | Page Two               | Đề cử     | [ 5 ]         |
| Thứ 6 | 2017 | Bài hát của năm – Tháng 4  | "Cheer Up"             | Đoạt giải | [ 6 ]         |
| Thứ 6 | 2017 | Bài hát của năm – Tháng 10 | "TT"                   | Đoạt giải | [ 7 ]         |
| Thứ 7 | 2018 | Album của năm – Quý 1      | Twicecoaster: Lane 2   | Đề cử     | [ 8 ]         |
| Thứ 7 | 2018 | Album của năm – Quý 2      | Signal                 | Đề cử     | [ 8 ]         |
| Thứ 7 | 2018 | Album của năm – Quý 4      | Twicetagram            | Đề cử     | [ 8 ]         |
| Thứ 7 | 2018 | Bài hát của năm – Tháng 2  | "Knock Knock"          | Đoạt giải | [ 9 ] [ 10 ]  |
| Thứ 7 | 2018 | Bài hát của năm – Tháng 5  | "Signal"               | Đề cử     | [ 9 ] [ 10 ]  |
| Thứ 7 | 2018 | Bài hát của năm – Tháng 10 | "Likey"                | Đề cử     | [ 9 ] [ 10 ]  |
| Thứ 7 | 2018 | Bài hát của năm – Tháng 12 | "Heart Shaker"         | Đoạt giải | [ 9 ] [ 10 ]  |
| Thứ 8 | 2019 | Album của năm – Quý 2      | What Is Love?          | Đề cử     | [ 11 ]        |
| Thứ 8 | 2019 | Album của năm – Quý 3      | Summer Nights          | Đề cử     | [ 11 ]        |
| Thứ 8 | 2019 | Album của năm – Quý 4      | Yes or Yes             | Đề cử     | [ 11 ]        |
| Thứ 8 | 2019 | Bài hát của năm – Tháng 4  | "What Is Love?"        | Đoạt giải | [ 12 ] [ 13 ] |
| Thứ 8 | 2019 | Bài hát của năm – Tháng 7  | "Dance the Night Away" | Đoạt giải | [ 12 ] [ 13 ] |
| Thứ 8 | 2019 | Bài hát của năm – Tháng 11 | "Yes or Yes"           | Đề cử     | [ 12 ] [ 13 ] |

### Genie Music Awards
Genie Music Awards là một lễ trao giải âm nhạc lớn được tổ chức hàng năm tại Hàn Quốc và được tổ chức bởi Genie Music cùng với mạng lưới đối tác của họ.
| Lần   | Năm  | Hạng mục                            | Đề cử cho       | Kết quả      | Chú thích     |
| ----- | ---- | ----------------------------------- | --------------- | ------------ | ------------- |
| Thứ 1 | 2018 | The Top Artist                      | Twice           | Đề cử        | [ 14 ] [ 15 ] |
| Thứ 1 | 2018 | Nghệ sĩ bán chạy nhất của năm       | Twice           | Đoạt giải    | [ 14 ] [ 15 ] |
| Thứ 1 | 2018 | Nhóm nữ xuất sắc nhất               | Twice           | Đoạt giải    | [ 14 ] [ 15 ] |
| Thứ 1 | 2018 | Trình diễn toàn cầu xuất sắc nhất   | Twice           | Đoạt giải    | [ 14 ] [ 15 ] |
| Thứ 1 | 2018 | Giải thưởng âm nhạc phổ biến Genie  | Twice           | Đề cử        | [ 14 ] [ 15 ] |
| Thứ 1 | 2018 | The Top Music                       | "What Is Love?" | Đề cử        | [ 14 ] [ 15 ] |
| Thứ 1 | 2018 | Nghệ sĩ nữ trình diễn xuất sắc nhất | "What Is Love?" | Đề cử        | [ 14 ] [ 15 ] |
| Thứ 2 | 2019 | Nghệ sĩ xuất sắc nhất               | Twice           | Chưa công bố |               |
| Thứ 2 | 2019 | Nhóm nữ xuất sắc nhất               | Twice           | Đoạt giải    |               |
| Thứ 2 | 2019 | Nghệ sĩ nữ trình diễn xuất sắc nhất | Twice           | Chưa công bố |               |
| Thứ 2 | 2019 | Giải thưởng âm nhạc phổ biến Genie  | Twice           | Chưa công bố |               |
| Thứ 2 | 2019 | Giải thưởng phổ biến toàn cầu       | Twice           | Chưa công bố |               |

### Golden Disc Awards
Golden Disc Awards hay thường được gọi ngắn gọn là GDA, là một giải thưởng thành lập từ năm 1986 được trao hàng năm bởi Hiệp hội công nghiệp âm nhạc Hàn Quốc cho những thành tựu nổi bật trong ngành công nghiệp âm nhạc nước nhà.
| Lần    | Năm  | Hạng mục                                         | Đề cử cho            | Kết quả   | Chú thích     |
| ------ | ---- | ------------------------------------------------ | -------------------- | --------- | ------------- |
| Thứ 30 | 2016 | Tân binh của năm                                 | TWICE                | Đoạt giải | [ 16 ] [ 17 ] |
| Thứ 30 | 2016 | Giải thưởng phổ biến                             | TWICE                | Đề cử     | [ 16 ] [ 17 ] |
| Thứ 30 | 2016 | Giải thưởng phổ biến toàn cầu                    | TWICE                | Đề cử     | [ 16 ] [ 17 ] |
| Thứ 31 | 2017 | Giải Daesang kỹ thuật số                         | "Cheer Up"           | Đoạt giải | [ 18 ]        |
| Thứ 31 | 2017 | Giải Bonsang kỹ thuật số                         | "Cheer Up"           | Đoạt giải | [ 18 ]        |
| Thứ 31 | 2017 | Giải Bonsang đĩa cứng                            | Twicecoaster: Lane 1 | Đề cử     | [ 18 ]        |
| Thứ 31 | 2017 | Giải thưởng phổ biến                             | TWICE                | Đề cử     | [ 18 ]        |
| Thứ 31 | 2017 | Giải thưởng Lựa chọn phổ biến Châu Á             | TWICE                | Đề cử     | [ 18 ]        |
| Thứ 32 | 2018 | Giải Daesang kỹ thuật số                         | "Knock Knock"        | Đề cử     | [ 19 ] [ 20 ] |
| Thứ 32 | 2018 | Giải Bonsang kỹ thuật số                         | "Knock Knock"        | Đoạt giải | [ 19 ] [ 20 ] |
| Thứ 32 | 2018 | Giải Daesang đĩa cứng                            | Twicetagram          | Đề cử     | [ 19 ] [ 20 ] |
| Thứ 32 | 2018 | Giải Bonsang đĩa cứng                            | Twicetagram          | Đoạt giải | [ 19 ] [ 20 ] |
| Thứ 32 | 2018 | Giải thưởng Biểu tượng Châu Á CeCi               | TWICE                | Đoạt giải | [ 19 ] [ 20 ] |
| Thứ 32 | 2018 | Giải thưởng phổ biến                             | TWICE                | Đề cử     | [ 19 ] [ 20 ] |
| Lần 33 | 2019 | Giải Daesang kỹ thuật số                         | "Heart Shaker"       | Đề cử     | [ 21 ]        |
| Lần 33 | 2019 | Giải Bonsang kỹ thuật số                         | "Heart Shaker"       | Đoạt giải | [ 21 ]        |
| Lần 33 | 2019 | Giải Daesang Album                               | What Is Love?        | Đề cử     | [ 22 ]        |
| Lần 33 | 2019 | Giải Bonsang Album                               | What Is Love?        | Đoạt giải | [ 22 ]        |
| Lần 33 | 2019 | Giải thưởng phổ biến                             | Twice                | Đề cử     | [ 22 ]        |
| Lần 33 | 2019 | Giải thưởng Ngôi sao K-pop phổ biến nhất NetEase | Twice                | Đề cử     | [ 22 ]        |

### Korea Popular Music Awards
| Lần   | Năm  | Hạng mục                          | Đề cử cho      | Kết quả   | Chú thích |
| ----- | ---- | --------------------------------- | -------------- | --------- | --------- |
| Thứ 1 | 2018 | Album xuất sắc nhất               | Merry & Happy  | Đề cử     | [ 23 ]    |
| Thứ 1 | 2018 | Nghệ sĩ xuất sắc nhất             | Twice          | Đề cử     | [ 23 ]    |
| Thứ 1 | 2018 | Giải thưởng Bonsang               | Twice          | Đoạt giải | [ 23 ]    |
| Thứ 1 | 2018 | Giải thưởng phổ biến              | Twice          | Đề cử     | [ 23 ]    |
| Thứ 1 | 2018 | Bài hát kỹ thuật số xuất sắc nhất | "Heart Shaker" | Đoạt giải | [ 23 ]    |
| Thứ 1 | 2018 | Vũ đạo nhóm xuất sắc nhất         | "Heart Shaker" | Đề cử     | [ 23 ]    |

### Korean Music Awards
| Lần    | Năm  | Hạng mục                  | Đề cử cho  | Kết quả | Chú thích |
| ------ | ---- | ------------------------- | ---------- | ------- | --------- |
| Thứ 14 | 2017 | Tân binh của năm          | Twice      | Đề cử   | [ 24 ]    |
| Thứ 14 | 2017 | Bài hát của năm           | "Cheer Up" | Đề cử   | [ 24 ]    |
| Thứ 14 | 2017 | Ca khúc Pop xuất sắc nhất | "Cheer Up" | Đề cử   | [ 25 ]    |

### Melon Music Awards
| Lần    | Năm  | Hạng mục                                  | Đề cử cho      | Kết quả   | Chú thích     |
| ------ | ---- | ----------------------------------------- | -------------- | --------- | ------------- |
| Thứ 8  | 2016 | Nghệ sĩ xuất sắc nhất của năm             | Twice          | Đề cử     | [ 26 ]        |
| Thứ 8  | 2016 | Album xuất sắc nhất của năm               | Page Two       | Đề cử     | [ 26 ]        |
| Thứ 8  | 2016 | Bài hát xuất sắc nhất của năm             | "Cheer Up"     | Đoạt giải | [ 26 ]        |
| Thứ 8  | 2016 | Vũ đạo nữ xuất sắc nhất                   | "Cheer Up"     | Đề cử     | [ 26 ]        |
| Thứ 8  | 2016 | Top 10 nghệ sĩ                            | Twice          | Đoạt giải | [ 26 ]        |
| Thứ 8  | 2016 | Giải thưởng phổ biến trong cộng đồng mạng | Twice          | Đề cử     | [ 26 ]        |
| Thứ 8  | 2016 | Giải Kakao Hot Star                       | Twice          | Đề cử     | [ 26 ]        |
| Thứ 9  | 2017 | Nghệ sĩ xuất sắc nhất của năm             | Twice          | Đề cử     | [ 27 ] [ 28 ] |
| Thứ 9  | 2017 | Bài hát xuất sắc nhất của năm             | "Knock Knock"  | Đề cử     | [ 27 ] [ 28 ] |
| Thứ 9  | 2017 | Vũ đạo nữ xuất sắc nhất                   | "Knock Knock"  | Đoạt giải | [ 27 ] [ 28 ] |
| Thứ 9  | 2017 | Top 10 nghệ sĩ                            | Twice          | Đoạt giải | [ 27 ] [ 28 ] |
| Thứ 9  | 2017 | Giải thưởng phổ biến trong cộng đồng mạng | Twice          | Đề cử     | [ 27 ] [ 28 ] |
| Thứ 9  | 2017 | Giải Kakao Hot Star                       | Twice          | Đề cử     | [ 27 ] [ 28 ] |
| Thứ 10 | 2018 | Nghệ sĩ xuất sắc nhất của năm             | Twice          | Đề cử     | [ 29 ]        |
| Thứ 10 | 2018 | Bài hát xuất sắc nhất của năm             | "Heart Shaker" | Đề cử     | [ 29 ]        |
| Thứ 10 | 2018 | Vũ đạo nữ xuất sắc nhất                   | "Heart Shaker" | Đề cử     | [ 29 ]        |
| Thứ 10 | 2018 | Top 10 nghệ sĩ                            | Twice          | Đoạt giải | [ 29 ]        |
| Thứ 10 | 2018 | Giải thưởng phổ biến trong cộng đồng mạng | Twice          | Đề cử     | [ 29 ]        |
| Thứ 10 | 2018 | Giải Kakao Hot Star                       | Twice          | Đề cử     | [ 29 ]        |

### MAMA AWARDS
| Lần    | Năm  | Hạng mục                                | Đề cử cho       | Kết quả   | Chú thích            |
| ------ | ---- | --------------------------------------- | --------------- | --------- | -------------------- |
| Thứ 17 | 2015 | Nghệ sĩ nữ mới xuất sắc nhất            | Twice           | Đoạt giải | [ 30 ]               |
| Thứ 17 | 2015 | Nghệ sĩ của năm                         | Twice           | Đề cử     | [ 30 ]               |
| Lần 18 | 2016 | Album của năm                           | Page Two        | Đề cử     | [ 31 ] [ 32 ] [ 33 ] |
| Lần 18 | 2016 | Nghệ sĩ của năm                         | Twice           | Đề cử     | [ 31 ] [ 32 ] [ 33 ] |
| Lần 18 | 2016 | Nhóm nữ xuất sắc nhất                   | Twice           | Đoạt giải | [ 31 ] [ 32 ] [ 33 ] |
| Lần 18 | 2016 | Nghệ sĩ được yêu thích toàn cầu         | Twice           | Đề cử     | [ 31 ] [ 32 ] [ 33 ] |
| Lần 18 | 2016 | Bài hát của năm                         | "Cheer Up"      | Đoạt giải | [ 31 ] [ 32 ] [ 33 ] |
| Lần 18 | 2016 | Trình diễn vũ đạo nhóm nữ xuất sắc nhất | "Cheer Up"      | Đề cử     | [ 31 ] [ 32 ] [ 33 ] |
| Thứ 19 | 2017 | Album của năm                           | Signal          | Đề cử     | [ 34 ] [ 35 ] [ 36 ] |
| Thứ 19 | 2017 | Nghệ sĩ của năm                         | Twice           | Đề cử     | [ 34 ] [ 35 ] [ 36 ] |
| Thứ 19 | 2017 | Nhóm nữ xuất sắc nhất                   | Twice           | Đề cử     | [ 34 ] [ 35 ] [ 36 ] |
| Thứ 19 | 2017 | 2017 Favorite KPOP Star                 | Twice           | Đề cử     | [ 34 ] [ 35 ] [ 36 ] |
| Thứ 19 | 2017 | Bài hát xuất sắc nhất                   | "Signal"        | Đoạt giải | [ 34 ] [ 35 ] [ 36 ] |
| Thứ 19 | 2017 | Video âm nhạc xuất săc nhất             | "Signal"        | Đề cử     | [ 34 ] [ 35 ] [ 36 ] |
| Thứ 19 | 2017 | Trình diễn vũ đạo nhóm nữ xuất sắc nhất | "Signal"        | Đoạt giải | [ 34 ] [ 35 ] [ 36 ] |
| Thứ 20 | 2018 | Album của năm                           | What Is Love?   | Đề cử     | [ 37 ] [ 38 ]        |
| Thứ 20 | 2018 | Nghệ sĩ của năm                         | Twice           | Đề cử     | [ 37 ] [ 38 ]        |
| Thứ 20 | 2018 | Biểu tượng toàn cầu của năm             | Twice           | Đề cử     | [ 37 ] [ 38 ]        |
| Thứ 20 | 2018 | Nhóm nữ xuất sắc nhất                   | Twice           | Đoạt giải | [ 37 ] [ 38 ]        |
| Thứ 20 | 2018 | Top 10 Worldwide Fans' Choice           | Twice           | Đoạt giải | [ 37 ] [ 38 ]        |
| Thứ 20 | 2018 | Vũ đạo nữ được yêu thích nhất           | Twice           | Đoạt giải | [ 37 ] [ 38 ]        |
| Thứ 20 | 2018 | Bài hát của năm                         | "What Is Love?" | Đoạt giải | [ 37 ] [ 38 ]        |
| Thứ 20 | 2018 | Video âm nhạc của năm                   | "What Is Love?" | Đề cử     | [ 37 ] [ 38 ]        |
| Thứ 20 | 2018 | Trình diễn vũ đạo nhóm nữ xuất sắc nhất | "What Is Love?" | Đoạt giải | [ 37 ] [ 38 ]        |
| Thứ 20 | 2018 | Video âm nhạc được yêu thích nhất       | "What Is Love?" | Đề cử     | [ 37 ] [ 38 ]        |
| Thứ 21 | 2019 |                                         |                 |           |                      |
| Thứ 22 | 2020 |                                         |                 |           |                      |
| Thứ 23 | 2021 |                                         |                 |           |                      |
| Thứ 24 | 2022 |                                         |                 |           |                      |

### Seoul Music Awards
| Lần    | Năm  | Hạng mục                                 | Đề cử cho  | Kết quả   | Chú thích |
| ------ | ---- | ---------------------------------------- | ---------- | --------- | --------- |
| Thứ 25 | 2016 | Giải Bonsang                             | Twice      | Đề cử     | [ 39 ]    |
| Thứ 25 | 2016 | Giải nghệ sĩ mới                         | Twice      | Đề cử     | [ 39 ]    |
| Thứ 25 | 2016 | Giải thưởng phổ biến                     | Twice      | Đề cử     | [ 39 ]    |
| Thứ 25 | 2016 | Giải Hallyu Special                      | Twice      | Đề cử     | [ 39 ]    |
| Thứ 26 | 2017 | Bản thu âm phát hành kỹ thuật số của năm | "Cheer Up" | Đoạt giải | [ 40 ]    |
| Thứ 26 | 2017 | Giải Daesang                             | Twice      | Đề cử     | [ 40 ]    |
| Thứ 26 | 2017 | Giải Bonsang                             | Twice      | Đoạt giải | [ 40 ]    |
| Thứ 26 | 2017 | Trình diễn vũ đạo nữ xuất sắc nhất       | Twice      | Đoạt giải | [ 40 ]    |
| Thứ 26 | 2017 | Giải thưởng phổ biến                     | Twice      | Đề cử     | [ 40 ]    |
| Thứ 26 | 2017 | Giải Hallyu Special                      | Twice      | Đề cử     | [ 40 ]    |
| Thứ 27 | 2018 | Giải thưởng Daesang                      | Twice      | Đề cử     | [ 41 ]    |
| Thứ 27 | 2018 | Giải Bonsang                             | Twice      | Đoạt giải | [ 41 ]    |
| Thứ 27 | 2018 | Giải thưởng phổ biến                     | Twice      | Đề cử     | [ 41 ]    |
| Thứ 27 | 2018 | Giải Hallyu Special                      | Twice      | Đề cử     | [ 41 ]    |
| Thứ 28 | 2019 | Giải Bonsang                             | Twice      | Đoạt giải | [ 42 ]    |
| Thứ 28 | 2019 | Giải thưởng phổ biến                     | Twice      | Đề cử     | [ 42 ]    |
| Thứ 28 | 2019 | Giải Hallyu Special                      | Twice      | Đề cử     | [ 42 ]    |
| Thứ 28 | 2019 | Giải Daesang                             | Twice      | Đề cử     | [ 42 ]    |

### Soribada Best K-Music Awards
| Lần   | Năm  | Hạng mục                 | Đề cử cho | Kết quả      | Chú thích |
| ----- | ---- | ------------------------ | --------- | ------------ | --------- |
| Thứ 1 | 2017 | Giải Daesang kỹ thuật số | Twice     | Đoạt giải    | [ 43 ]    |
| Thứ 1 | 2017 | Giải Bonsang             | Twice     | Đoạt giải    | [ 43 ]    |
| Thứ 1 | 2017 | Giải thưởng phổ biến     | Twice     | Đề cử        | [ 43 ]    |
| Thứ 2 | 2018 | Giải Daesang kỹ thuật số | Twice     | Đoạt giải    | [ 44 ]    |
| Thứ 2 | 2018 | Giải Bonsang             | Twice     | Đoạt giải    | [ 44 ]    |
| Thứ 2 | 2018 | Giải nữ nghệ sĩ phổ biến | Twice     | Đề cử        | [ 44 ]    |
| Thứ 2 | 2018 | Giải Global Fandom       | Twice     | Đề cử        | [ 44 ]    |
| Thứ 3 | 2019 | Giải Bonsang             | Twice     | Chưa công bố |           |
| Thứ 3 | 2019 | Giải nữ nghệ sĩ phổ biến | Twice     | Chưa công bố |           |

### The Fact Music Awards
| Lần   | Năm  | Hạng mục            | Đề cử cho | Kết quả   | Chú thích |
| ----- | ---- | ------------------- | --------- | --------- | --------- |
| Thứ 1 | 2019 | Biểu tượng toàn cầu | Twice     | Đoạt giải | [ 45 ]    |
| Thứ 1 | 2019 | Nghệ sĩ của năm     | Twice     | Đoạt giải | [ 45 ]    |

## Quốc tế

### BreakTudo Awards
| Lần | Năm  | Hạng mục           | Đề cử cho | Kết quả | Ghi chú |
| --- | ---- | ------------------ | --------- | ------- | ------- |
| —   | 2018 | Nhóm nhạc nữ K-pop | Twice     | Đề cử   | [ 46 ]  |

### Japan Record Awards
| Lần    | Năm  | Hạng mục                   | Đề cử cho    | Kết quả   | Chú thích |
| ------ | ---- | -------------------------- | ------------ | --------- | --------- |
| Thứ 60 | 2018 | Grand Prix                 | "Wake Me Up" | Đề cử     | [ 47 ]    |
| Thứ 60 | 2018 | Giải bài hát xuất sắc nhất | "Wake Me Up" | Đoạt giải | [ 47 ]    |

### Japan Gold Disc Award
| Lần    | Năm  | Hạng mục                                              | Đề cử cho                   | Kết quả   | Chú thích |
| ------ | ---- | ----------------------------------------------------- | --------------------------- | --------- | --------- |
| Thứ 32 | 2018 | Tân binh của năm (khu vực châu Á)                     | Twice                       | Đoạt giải | [ 48 ]    |
| Thứ 32 | 2018 | 3 tân binh xuất sắc nhất (khu vực châu Á)             | Twice                       | Đoạt giải | [ 48 ]    |
| Thứ 32 | 2018 | Album của năm (châu Á)                                | #TWICE                      | Đoạt giải | [ 49 ]    |
| Thứ 32 | 2018 | 3 album xuất sắc nhất (khu vực châu Á)                | #TWICE                      | Đoạt giải | [ 49 ]    |
| Thứ 32 | 2018 | Bài hát của năm dựa theo lượt tải về (khu vực châu Á) | "TT (phiên bản tiếng Nhật)" | Đoạt giải | [ 50 ]    |
| Thứ 33 | 2019 | 3 album xuất sắc nhất (khu vực châu Á)                | BDZ                         | Đoạt giải | [ 51 ]    |
| Thứ 33 | 2019 | Bài hát của năm dựa theo lượt tải về (khu vực châu Á) | "Candy Pop"                 | Đoạt giải | [ 52 ]    |

### MTV Europe Music Awards
| Lần    | Năm  | Hạng mục                       | Đề cử cho | Kết quả | Chú thích |
| ------ | ---- | ------------------------------ | --------- | ------- | --------- |
| Thứ 23 | 2016 | Nghệ sĩ Hàn Quốc xuất sắc nhất | Twice     | Đề cử   | [ 53 ]    |

## Giải thưởng khác
| Năm                                                    | Giải thưởng                                                         | Đề cử cho            | Kết quả   | Chú thích     |
| ------------------------------------------------------ | ------------------------------------------------------------------- | -------------------- | --------- | ------------- |
| Simply K-Pop Awards                                    |                                                                     |                      |           |               |
| 2015                                                   | Nhóm nữ nổi lên xuất sắc nhất                                       | Twice                | Đoạt giải | [ 54 ]        |
| 2016                                                   | Màn trình diễn nhóm nữ xuất sắc nhất                                | "Cheer Up"           | Đoạt giải | [ 55 ]        |
| Philippine K-pop Awards                                |                                                                     |                      |           |               |
| 2015                                                   | Tân binh nữ của năm                                                 | Twice                | Đoạt giải | [ 56 ]        |
| 2016                                                   | Nhóm nữ xuất sắc nhất                                               | Twice                | Đoạt giải | [ 57 ]        |
| 2016                                                   | Bài hát của năm                                                     | "Cheer Up"           | Đoạt giải | [ 57 ]        |
| 2017                                                   | Bài hát của năm                                                     | "Likey"              | Đoạt giải | [ 58 ]        |
| 2019                                                   | Nhóm nữ xuất sắc nhất                                               | Twice                | Đoạt giải | [ 59 ]        |
| InStyle Star Icon                                      |                                                                     |                      |           |               |
| 2016                                                   | Nhóm nhạc nữ thế hệ tiếp theo                                       | Twice                | Đề cử     | [ 60 ]        |
| Korean Consumer Forum Award                            |                                                                     |                      |           |               |
| 2016                                                   | Thương hiệu Hàn Quốc của năm                                        | Twice                | Đoạt giải | [ 61 ]        |
| Korea Cable TV Association Awards                      |                                                                     |                      |           |               |
| 2016                                                   | Ca sĩ xuất sắc nhất được chọn bởi các nhà sản xuất âm nhạc Cable TV | Twice                | Đoạt giải | [ 62 ]        |
| 2017                                                   | Nghệ sĩ của năm                                                     | Twice                | Đoạt giải | [ 63 ]        |
| V Live Awards                                          |                                                                     |                      |           |               |
| 2016                                                   | Giải thưởng Thanh thiếu niên tươi trẻ V                             | Twice                | Đoạt giải | [ 64 ]        |
| 2017                                                   | Top 10 nghệ sĩ toàn cầu                                             | Twice                | Đoạt giải | [ 65 ] [ 66 ] |
| 2018                                                   | Top 10 nghệ sĩ toàn cầu                                             | Twice                | Đoạt giải | [ 67 ]        |
| 2019                                                   | Top 10 nghệ sĩ                                                      | Twice                | Đoạt giải | [ 68 ]        |
| 2019                                                   | Kênh xuất sắc nhất - hạng mục kênh có 3 triệu lượt theo dõi         | Twice                | Đoạt giải | [ 69 ]        |
| Yahoo! Asia Buzz Awards                                |                                                                     |                      |           |               |
| 2016                                                   | Giải thưởng Nghệ sĩ phổ biến Châu Á                                 | Twice                | Đề cử     |               |
| Korean Producers & Directors Association (KPDA) Awards |                                                                     |                      |           |               |
| 2017                                                   | Nghệ sĩ của năm                                                     | Twice                | Đoạt giải | [ 70 ]        |
| Korean Popular Culture and Arts Awards                 |                                                                     |                      |           |               |
| 2017                                                   | Bằng khen của Bộ trưởng Bộ Văn hoá, Thể thao và Du lịch             | Twice                | Đoạt giải | [ 71 ]        |
| Soompi Awards                                          |                                                                     |                      |           |               |
| 2017                                                   | Nhóm nữ xuất sắc nhất                                               | Twice                | Đoạt giải | [ 72 ] [ 73 ] |
| 2017                                                   | Nghệ sĩ của năm                                                     | Twice                | Đề cử     | [ 72 ] [ 73 ] |
| 2017                                                   | Nghệ sĩ đột phá                                                     | Twice                | Đề cử     | [ 72 ] [ 73 ] |
| 2017                                                   | Vũ đạo xuất sắc nhất                                                | "Cheer Up"           | Đề cử     | [ 72 ] [ 73 ] |
| 2017                                                   | Bài hát của năm                                                     | "Cheer Up"           | Đề cử     | [ 72 ] [ 73 ] |
| 2017                                                   | Video âm nhạc của năm Fuse                                          | "Cheer Up"           | Đề cử     | [ 72 ] [ 73 ] |
| 2017                                                   | Trang phục sân khấu xuất sắc nhất                                   | "Cheer Up"           | Đề cử     | [ 72 ] [ 73 ] |
| 2017                                                   | Album của năm                                                       | Page Two             | Đề cử     | [ 72 ] [ 73 ] |
| 2018                                                   | Nghệ sĩ của năm                                                     | Twice                | Đề cử     | [ 74 ]        |
| 2018                                                   | Album của năm                                                       | Twicecoaster: Lane 2 | Đề cử     | [ 74 ]        |
| 2018                                                   | Bài hát của năm                                                     | "Signal"             | Đề cử     | [ 74 ]        |
| 2018                                                   | Trang phục sân khấu xuất sắc nhất                                   | "Signal"             | Đề cử     | [ 74 ]        |
| 2018                                                   | Nhóm nữ xuất sắc nhất                                               | Twice                | Đề cử     | [ 74 ]        |
| 2018                                                   | Vữ đạo xuất sắc nhất                                                | "Knock Knock"        | Đề cử     | [ 74 ]        |
| Shibuya Note Awards                                    |                                                                     |                      |           |               |
| 2018                                                   | Buzz of the Year                                                    | Twice                | Đề cử     | [ 75 ]        |

## Chương trình âm nhạc

### The Show
| Năm  | Ngày       | Bài hát       |
| ---- | ---------- | ------------- |
| 2016 | 1 tháng 11 | "TT"          |
| 2017 | 7 tháng 3  | "KNOCK KNOCK" |

### Show Champion
| Năm  | Ngày        | Bài hát                |
| ---- | ----------- | ---------------------- |
| 2016 | 2 tháng 11  | "TT"                   |
| 2017 | 8 tháng 3   | "KNOCK KNOCK"          |
| 2017 | 24 tháng 5  | "SIGNAL"               |
| 2017 | 31 tháng 5  | "SIGNAL"               |
| 2017 | 8 tháng 11  | "LIKEY"                |
| 2018 | 18 tháng 4  | "What is Love?"        |
| 2018 | 25 tháng 4  | "What is Love?"        |
| 2018 | 2 tháng 5   | "What is Love?"        |
| 2018 | 18 tháng 7  | "Dance The Night Away" |
| 2018 | 14 tháng 11 | "YES or YES"           |
| 2018 | 21 tháng 11 | "YES or YES"           |
| 2019 | 1 tháng 5   | "FANCY"                |
| 2019 | 2 tháng 10  | "Feel Special"         |
| 2019 | 9 tháng 10  | "Feel Special"         |
| 2020 | 10 tháng 6  | "MORE & MORE"          |
| 2020 | 17 tháng 6  | "MORE & MORE"          |
| 2020 | 4 tháng 11  | "I CAN'T STOP ME"      |
| 2023 | 22 tháng 3  | "SET ME FREE"          |

### M Countdown
| Năm  | Ngày        | Bài hát                |
| ---- | ----------- | ---------------------- |
| 2016 | 5 tháng 5   | "CHEER UP"             |
| 2016 | 19 tháng 5  | "CHEER UP"             |
| 2016 | 26 tháng 5  | "CHEER UP"             |
| 2016 | 3 tháng 11  | "TT"                   |
| 2016 | 10 tháng 11 | "TT"                   |
| 2017 | 2 tháng 3   | "KNOCK KNOCK"          |
| 2017 | 16 tháng 3  | "KNOCK KNOCK"          |
| 2017 | 25 tháng 5  | "SIGNAL"               |
| 2017 | 1 tháng 6   | "SIGNAL"               |
| 2017 | 9 tháng 11  | "LIKEY"                |
| 2017 | 16 tháng 11 | "LIKEY"                |
| 2017 | 21 tháng 12 | "Heart Shaker"         |
| 2017 | 28 tháng 12 | "Heart Shaker"         |
| 2018 | 19 tháng 4  | "What is Love?"        |
| 2018 | 26 tháng 4  | "What is Love?"        |
| 2018 | 19 tháng 7  | "Dance The Night Away" |
| 2018 | 15 tháng 11 | "YES or YES"           |
| 2019 | 2 tháng 5   | "FANCY"                |
| 2019 | 3 tháng 10  | "Feel Special"         |
| 2019 | 10 tháng 10 | "Feel Special"         |
| 2020 | 11 tháng 6  | "MORE & MORE"          |
| 2020 | 5 tháng 11  | "I CAN'T STOP ME"      |
| 2020 | 12 tháng 11 | "I CAN'T STOP ME"      |
| 2021 | 17 tháng 6  | "Alcohol-Free"         |
| 2021 | 24 tháng 6  | "Alcohol-Free"         |
| 2025 | 7 tháng 8   | "THIS IS FOR"          |

### Music Bank
| Năm  | Ngày        | Bài hát                |
| ---- | ----------- | ---------------------- |
| 2016 | 6 tháng 5   | "CHEER UP"             |
| 2016 | 20 tháng 5  | "CHEER UP"             |
| 2016 | 27 tháng 5  | "CHEER UP"             |
| 2016 | 3 tháng 6   | "CHEER UP"             |
| 2016 | 10 tháng 6  | "CHEER UP"             |
| 2016 | 4 tháng 11  | "TT"                   |
| 2016 | 11 tháng 11 | "TT"                   |
| 2016 | 18 tháng 11 | "TT"                   |
| 2016 | 25 tháng 11 | "TT"                   |
| 2016 | 2 tháng 12  | "TT"                   |
| 2017 | 6 tháng 1   | "TT"                   |
| 2017 | 3 tháng 3   | "KNOCK KNOCK"          |
| 2017 | 17 tháng 3  | "KNOCK KNOCK"          |
| 2017 | 26 tháng 5  | "SIGNAL"               |
| 2017 | 9 tháng 6   | "SIGNAL"               |
| 2017 | 16 tháng 6  | "SIGNAL"               |
| 2017 | 10 tháng 11 | "LIKEY"                |
| 2017 | 22 tháng 12 | "Heart Shaker"         |
| 2017 | 29 tháng 12 | "Heart Shaker"         |
| 2018 | 20 tháng 4  | "What is Love?"        |
| 2018 | 27 tháng 4  | "What is Love?"        |
| 2018 | 20 tháng 7  | "Dance The Night Away" |
| 2018 | 3 tháng 8   | "Dance The Night Away" |
| 2019 | 4 tháng 10  | "Feel Special"         |
| 2020 | 12 tháng 6  | "MORE & MORE"          |
| 2020 | 19 tháng 6  | "MORE & MORE"          |
| 2020 | 6 tháng 11  | "I CAN'T STOP ME"      |
| 2021 | 19 tháng 11 | "SCIENTIST"            |
| 2023 | 17 tháng 3  | "SET ME FREE"          |
| 2024 | 13 tháng 12 | "Strategy"             |

### Show! Music Core
| Năm  | Ngày        | Bài hát                |
| ---- | ----------- | ---------------------- |
| 2017 | 27 tháng 5  | "SIGNAL"               |
| 2017 | 3 tháng 6   | "SIGNAL"               |
| 2017 | 23 tháng 12 | "Heart Shaker"         |
| 2018 | 13 tháng 1  | "Heart Shaker"         |
| 2018 | 21 tháng 4  | "What is Love?"        |
| 2018 | 28 tháng 4  | "What is Love?"        |
| 2018 | 21 tháng 7  | "Dance The Night Away" |
| 2018 | 4 tháng 8   | "Dance The Night Away" |
| 2018 | 11 tháng 8  | "Dance The Night Away" |
| 2020 | 13 tháng 6  | "MORE & MORE"          |
| 2020 | 20 tháng 6  | "MORE & MORE"          |

### Inkigayo
| Năm  | Ngày        | Bài hát                |
| ---- | ----------- | ---------------------- |
| 2016 | 8 tháng 5   | "CHEER UP"             |
| 2016 | 22 tháng 5  | "CHEER UP"             |
| 2016 | 29 tháng 5  | "CHEER UP"             |
| 2016 | 6 tháng 11  | "TT"                   |
| 2016 | 13 tháng 11 | "TT"                   |
| 2016 | 20 tháng 11 | "TT"                   |
| 2017 | 5 tháng 3   | "KNOCK KNOCK"          |
| 2017 | 12 tháng 3  | "KNOCK KNOCK"          |
| 2017 | 19 tháng 3  | "KNOCK KNOCK"          |
| 2017 | 28 tháng 5  | "SIGNAL"               |
| 2017 | 4 tháng 6   | "SIGNAL"               |
| 2017 | 11 tháng 6  | "SIGNAL"               |
| 2017 | 12 tháng 11 | "LIKEY"                |
| 2017 | 19 tháng 11 | "LIKEY"                |
| 2017 | 26 tháng 11 | "LIKEY"                |
| 2017 | 24 tháng 12 | "Heart Shaker"         |
| 2017 | 31 tháng 12 | "Heart Shaker"         |
| 2018 | 7 tháng 1   | "Heart Shaker"         |
| 2018 | 22 tháng 4  | "What is Love?"        |
| 2018 | 29 tháng 4  | "What is Love?"        |
| 2018 | 6 tháng 5   | "What is Love?"        |
| 2018 | 22 tháng 7  | "Dance The Night Away" |
| 2018 | 29 tháng 7  | "Dance The Night Away" |
| 2018 | 5 tháng 8   | "Dance The Night Away" |
| 2018 | 18 tháng 11 | "YES or YES"           |
| 2019 | 5 tháng 5   | "FANCY"                |
| 2019 | 6 tháng 10  | "Feel Special"         |
| 2019 | 13 tháng 10 | "Feel Special"         |
| 2020 | 14 tháng 6  | "MORE & MORE"          |
| 2020 | 21 tháng 6  | "MORE & MORE"          |
| 2020 | 8 tháng 11  | "I CAN'T STOP ME"      |
| 2020 | 15 tháng 11 | "I CAN'T STOP ME"      |
| 2020 | 3 tháng 1   | "I CAN'T STOP ME"      |
| 2021 | 20 tháng 6  | "Alcohol-Free"         |
| 2021 | 27 tháng 6  | "Alcohol-Free"         |
| 2021 | 28 tháng 11 | "SCIENTIST"            |